# ウォーレン・マクレーン
ウォーレン・マクレーン （Warren McLean　本名不明、生年月日不明）は、1980年代の末から1990年代の初頭に掛けてフィリピンで製作されたアクション映画の脇役を務めた俳優。時には配役監督を務めることもあった。
クレジット名義は複数確認される。香港系のシルヴァー・スター・フィルム社の『ニンジャ刑事/ダブルエッジ』（1985年/未/ビデオ）と『SFXリタリエータ－』（1987年/未/ビデオ）ではウォルター・マクレーン（Walter McLean）、『ダーティ・プロフェッショナル』（1984年/未/ビデオ）ではウォーレン・モーガン（Warren Morgan）、『コマンド－・インベイジョン』（1985年/未/ビデオ）ではウォーレン・メースン（Warren Mason）とクレジットされている。また、慣用名に近いウォーレン・マクレーン（Warren MacLean）とクレジットされることもあり、『デス・オブ・ザ・ニンジャ/地獄の激戦』（1984年/未/ビデオ/TV放映）、『ヘル・キャンプ』（1986年/未/ビデオ/TV放映）、『エンジェル・コマンド』（1987年）等、米国の制作会社が絡んだ作品にそれが目立つ。他には『戦場のならず者/ミッション・コンバット』（1988年/未/ビデオ）ではウォーレン・マクリン（Warren  McLin）とある。

## キャリア

### 俳優としての特徴
やや小太りな体型で、軍人や警察関係者等の役人の役所が多く、端役然としたものが目立つ。オリヴァー・ストーン監督のベトナム戦争物『プラトーン』（1986年）にも在比の米国人俳優のニック・ニコルスンと共に戦車兵の端役で起用された。他にはシリオ・H・サンティアゴ監督作品や疑似アメリカ映画専門の香港系のシルヴァ－・スター・フィルム社作品の常連だったが、何れも台詞の少ない端役が多く、クレジットされないこともあった。

### 配役監督として
オリヴァー・ストーン監督のベトナム戦争物『プラトーン』（1986年）には端役出演の傍ら配役監督も務めた。翌年には南米のインド系映画人のアンソニー・マハラジ製作、監督でリチャード・ノートン主演の戦争アクション物『ミッション・ターミネート』（1987年/未/ビデオ）を担当した。この作品にはディック・ウェイ、ブルース・リ（クレジット名義はルシャオ・ルン）、フランコ・グェレーロと言った異色の顔触れが出演している。
インターネット・ムービー・データベースには記載されていないが、アンドリュー・V・マクラグレン監督の『戦場にかける橋2/クワイ河からの生還』（1988年）のフィリピン班（極東クルーとクレジットされている）の配役監督を務めており、日本公開版（ヘラルドからVHS発売済）にはクレジットが確認出来る。

## フィルモグラフィ
1983年
・『復讐！炎のコマンド』（未/ビデオ）
1984年
・『ダーティ・プロフェッショナル』（未/ビデオ）
・『ニンジャ・フォース』（未/ビデオ）
・『デス・オブ・ザ・ニンジャ/地獄の激戦』（未/ビデオ/TV放映）
1985年
・『ニンジャ刑事/ダブルエッジ』（未/ビデオ）
・『コマンドー・インベイジョン』（未/ビデオ）
・『熱い復讐』（未ソフト化）
・『コマンド・ファイター』（未/ビデオ）
1986年
・『プラトーン』（配役監督も）
・『ヘル・キャンプ』（未/ビデオ/TV放映）（RCA/コロンビアから発売済み）
・『アマゾネス刑事/死の標的』（未/ビデオ）（東映/東北新社から発売済み）
・『炸裂！復讐のヒーロー』（未/ビデオ）（東映/東北新社から発売済み）
・『未来戦士スレイド』（未/ビデオ）（東芝映像から発売済み）シリオ・H・サンティアゴ監督、リチャード・ノートン、ロバート・パトリック出演
1987年
・『タフ・コップ/マイアミ・コネクション』（未/ビデオ）（日本コロムビアから発売済み）ドミニク・エルモ・スミス監督、ロム・クリストフ（ロマーノ・クリストフ）出演
・『エンジェル・コマンド』（ヘラルド/ネルソンから発売済み）シリオ・H・サンティアゴ監督、レベッカ・ホールデン、チャック・ワグナー、リン・ホリー・ジョンスン出演
・『アイ・オブ・ザ・イーグル』（未/ビデオ）（CBS/フォックスから発売済み）（クレジットなし）シリオ・H・サンティアゴ監督、ブレット・クラーク、ロバート・パトリック出演
・『彼女がトカゲに喰われたら』（未/ビデオ）（東芝映像から発売済み）シリオ・H・サンティアゴ監督
・『SFXリタリエーター』（未/ビデオ）（チャンネル・コミュニケーションズから発売済み）ジョン・ゲール（ジュン・ガラルド）監督、クリス・ミッチャム、リンダ・ブレア出演
・『サンドー/地獄の勇者』（Vシネマ）（大陸書房から発売済み）渡辺ケン監督、ロマーノ・クリストフ出演
・『ミッション・ターミネート』（未/ビデオ）（東映/東北新社から発売済み）（配役監督も）アンソニー・マハラジ監督、リチャード・ノートン、ディック・ウェイ、ブルース・リィ、フランコ・グェレーロ出演
1988年
・  『戦場のならず者/ミッション・コンバット』（未/ビデオ）（東映/東北新社から発売済み）アンソニー・マハラジ監督、リチャード・ノートン出演
・『グッドバイ・ベトナム』（未/ビデオ）（RCA/コロンビアから発売済み）シリオ・H・サンティアゴ製作、カール・フランクリン監督
・『戦場にかける橋2/クワイ河からの生還』（ヘラルドから発売済み）（テレビ放映＝日本テレビ・金曜ロードショー枠1993年）（フィリピン班配役監督）アンドリュウ・V・マクラグレン監督、エドワード・フォックス、仲代達矢出演
1990年
・  『未来戦士伝/メタルガン（未来戦士/怒りの対決）』（未/ビデオ/TV放映＝テレビ東京・シネマタウン枠1996年）（クレジットなし）シリオ・H・サンティアゴ監督、リチャード・ノートン、リック・ディーン出演
・『クライム・ストッパー』（未ソフト化）（クレジットなし）